# Bolusiella talbotii
Espèce
Synonymes
- Angraecum talbotii Rendle[1]

Bolusiella talbotii est une espèce de plantes de la famille des Orchidées et du genre Bolusiella, présente dans plusieurs pays d'Afrique tropicale : Liberia, Côte d'Ivoire, Ghana, Nigeria, Sao Tomé-et-Principe, îles d'Annobón et Bioko en Guinée équatoriale, Afrique de l'Est.

## Étymologie
Son épithète spécifique talbotii rend hommage au botaniste et anthropologue britannique Percy Amaury Talbot, actif au Nigeria.